# Montserrat Caballé
Maria de Montserrat Viviana Concepción Caballé i Folch (wymowaⓘ; kat. [munsəˈrat kəβəˈʎe]; ur. 12 kwietnia 1933 w Barcelonie, zm. 6 października 2018 tamże) – hiszpańska śpiewaczka (sopran spinto), zwana „La Superba” ze względu na możliwości głosowe.

## Życiorys
Urodziła się 12 kwietnia 1933 w Barcelonie jako Maria de Montserrat Viviana Concepción Caballé i Folch, córka Carlosa Caballé i Any z domu Folch. Jej rodzice byli Hiszpanami pochodzenia katalońskiego.
W 1953 ukończyła konserwatorium muzyczne ze złotym medalem. Debiutowała w małej miejscowości Reus. Otrzymała propozycję śpiewania niewielkich ról w Gran Teatre del Liceu w Barcelonie, którą jednak odrzuciła. Po bezowocnych poszukiwaniach stałego angażu we Włoszech, pojawiła się w Bazylei, gdzie przyjęto ją jako śpiewaczkę bez etatu, gotową do nagłych zastępstw. Równocześnie mogła wykonywać role epizodyczne.
W Bazylei zadebiutowała jako jedna z trzech dam w Czarodziejskim flecie W.A. Mozarta. Wielką szansę Caballé otrzymała jeszcze w tym samym roku, gdy w listopadzie 1956 r. przed premierą Cyganerii Giacoma Pucciniego zachorowała wykonawczyni partii Mimi, którą Caballé zastąpiła. Wydarzenie to jest przytaczane jako debiut sceniczny artystki. Prasa pisała o jej występie bardzo przychylnie, w teatrze otrzymała kolejne propozycje.
Przełomowa dla jej kariery okazała się w 1957 r. Salome Richarda Straussa, w której miała być dublerką Inge Borkh, ta jednak zrezygnowała po 6 spektaklach. Caballé, za głosem prasy domagała się umożliwienia jej śpiewania swojej partii bez skrótów i uproszczeń, które kompozytor przewidział dla mniej utalentowanych śpiewaczek.  W ciągu następnych lat zaśpiewała kilkadziesiąt pierwszoplanowych partii. Zaczęła śpiewać także na innych scenach europejskich, głównie w miastach niemieckich: Frankfurcie, Hanowerze i Bremie oraz w Barcelonie. W 1959 wystąpiła w Staatsoper w Wiedniu, a w 1960 po raz pierwszy stanęła na deskach mediolańskiej La Scali, gdzie zaśpiewała niewielką rolę jednej z dziewcząt-kwiatów w Parsifalu Richarda Wagnera.
W 1963 odbyła udane tournée po krajach Ameryki Środkowej, a następnie w Hiszpanii. W tym czasie poznała tenora – Bernabé Martíego (1928-2022), z którym 14 sierpnia 1964 wzięła ślub w klasztorze Matki Bożej de Montserrat. W 1964 zadebiutowała w Palacio de las Bellas Artes w Meksyku, śpiewając partię Manon w operze Jules’a Masseneta u boku Giuseppe Di Stefano. W 1965 wystąpiła na festiwalu w Glyndebourne jako Hrabina w Weselu Figara W.A. Mozarta, a w grudniu na scenie nowojorskiej Metropolitan Opera w partii Małgorzaty w operze Faust Charles’a Gounoda, rozpoczynając stałą współpracę z tą sceną. Odtąd występowała w najważniejszych teatrach operowych: m.in. w mediolańskiej La Scali (1969), w Staatsoper w Hamburgu (1971), londyńskim Covent Garden Theatre (1972) oraz wielu innych. Oprócz działalności scenicznej pojawiała się także w licznych salach koncertowych. Kilkakrotnie gościła także w Polsce.
Największy rozgłos przyniosły jej realizacje oper bel canto – Belliniego, Donizettiego, Verdiego i Pucciniego. Łącznie miała w swoim repertuarze ponad sto partii operowych, liczne partie oratoryjne oraz utwory kameralne, w tym około 800 pieśni.
Caballé wiele czasu poświęcała pomagając młodym śpiewakom w rozwoju artystycznym, m.in. wypromowała José Carrerasa, który potem przez wiele lat był jej partnerem scenicznym. Ostatnio promowała swoją córkę, Montserrat Martí.
W 1994 została wyróżniona zaszczytną funkcją Ambasadora Dobrej Woli UNESCO. W ramach prac UNESCO założyła fundację pomagającą dzieciom – ofiarom wojen. Nagrała ponad trzydzieści kompletnych oper, a także ponad pięćdziesiąt recitali. Z Freddiem Mercurym nagrała album Barcelona, z którego tytułowa piosenka towarzyszyła sportowcom w Letnich Igrzysk Olimpijskich w 1992 w Barcelonie. Śpiewała duety także z innymi słynnymi przedstawicielami muzyki pop i rock, takimi jak Johnny Hallyday, Gino Vannelli, Johnny Logan, Helmut Lotti i Bruce Dickinson. Dała wiele koncertów w Rosji, gdzie jako honoraria odbierała futra. W 2001 kilkakrotnie koncertowała w Niemczech, zaś w Barcelonie wystąpiła w operze Kleopatra Jules’a Masseneta – razem z córką, śpiewającą partię Oktawii. W 2003 na zakończenie kariery artystycznej dała szereg recitali w Niemczech.
Zmarła 6 października 2018 po miesięcznym pobycie w szpitalu.